# Gjáin

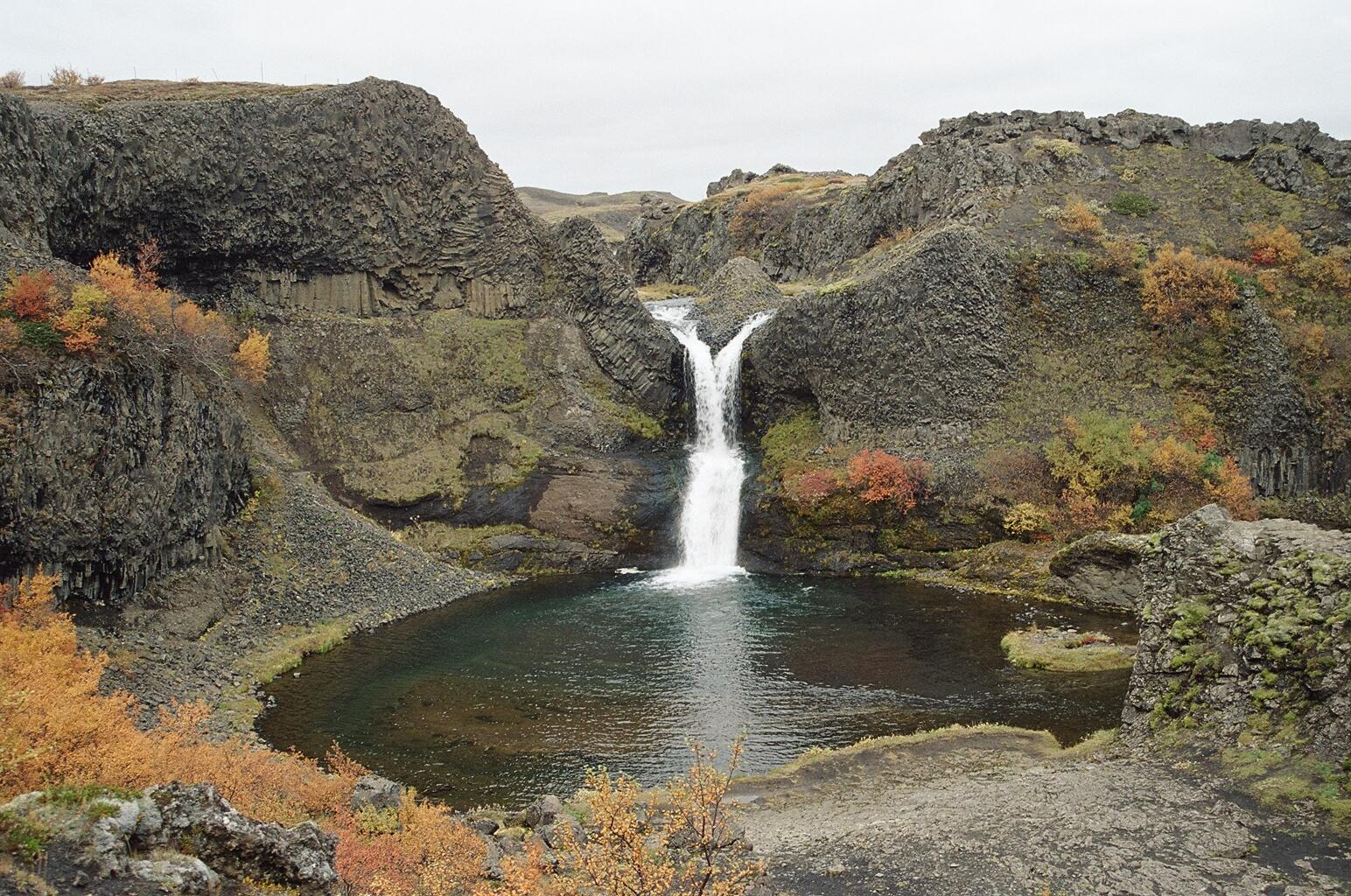
Gjáin

Comme Háifoss, la petite vallée de Gjáin avec des chutes d'eau, des étangs et des structures volcaniques, est située dans le sud de l'Islande. Elle se trouve à environ une demi-heure de marche de la ferme historique, Stöng.
On peut voir le volcan Hekla depuis le site.

## Référence
- (en) Cet article est partiellement ou en totalité issu de l’article de Wikipédia en anglais intitulé « Gjáin » (voir la liste des auteurs).